# Joseph Conrad
Joseph Conrad (egl. Józef Teodor Konrad Korzeniowski; født 3. december 1857, død 3. august 1924) var en polsk forfatter, der af mange kritikere anses for en af de største engelsksprogede forfattere – hvilket er bemærkelsesværdigt, da han ikke lærte at tale engelsk flydende, før han var i tyverne (og da altid med polsk accent).
Conrads prosastil anses for mesterlig. En del af hans værker har romantiske træk, men han er i høj grad anerkendt som en vigtig foregangsmand for den moderne litteratur. Hans fortællestil og hans antihelte har påvirket mange forfattere, bl.a. Ernest Hemingway, D.H. Lawrence, F. Scott Fitzgerald, Graham Greene, William S. Burroughs, Joseph Heller, V. S. Naipaul, Italo Calvino og John Maxwell Coetzee.
Conrads romaner har også været inspirationen til film som f.eks. Alfred Hitchcocks film Sabotage fra 1936 (baseret på Conrads The Secret Agent – dansk titel Den hemmelige agent, Francis Ford Coppolas Apocalyse Now (dansk titel Dommedag nu fra 1979 (baseret på Conrads Heart of Darkness – dansk titel Mørkets hjerte), Ridley Scotts The Duellists fra 1977 (baseret på Conrads The Duel – dansk titel Duellen) og endnu en film baseret på Den hemmelige agent, The Secret Agent med Bob Hoskins, Patricia Arquette og Gérard Depardieu i hovedrollerne fra 1996.
Conrad skrev på et tidspunkt, hvor det britiske imperium var på sit højeste, og han trak i sine romaner og noveller på sine oplevelser og erfaringer fra sin tjeneste i den franske og den britiske handelsflåde – værker der afspejlede sider af det verdensomspændende imperium, samtidig med at de udforskede den menneskelige sjæls dybder. Conrad blev britisk statsborger i 1886.

## De tidlige år
Conrad blev født i Berdyczów i det nuværende Ukraine. Familien var en yderst patriotisk, fattig polsk adelsfamilie. Faderen, Apollo Korzeniowski, skrev politisk ladede skuespil og var oversætter af Alfred de Vigny, Victor Hugo, Charles Dickens og William Shakespeare fra fransk og engelsk. Han opmuntrede sønnen Konrad til at læse vidt og bredt på både polsk og fransk.
I 1861 blev faderen arresteret af de russiske myndigheder i Warszawa for at have været med til at organisere det, der blev til januaropstanden 1863-1864. Han blev sendt i eksil til Vologda små 500 km nord for Moskva. Hans kone, Ewelina Korzeniowska (født Bobrowska) og hans fireårige søn fulgte med i eksil. På grund af Ewelinas svage helbred fik Apollo Korzeniowski i 1865 lov til at flytte til byen Tjernihiv i Ukraine, hvor Conrads moder efter få uger døde af tuberkulose. Conrads fader døde fire år senere i Kraków, og Conrad blev således forældreløs i en alder af 11 år.
I Kraków kom den unge Conrad i pleje hos sin morbroder, Tadeusz Bobrowski, der var en mere forsigtig type end Conrads forældre havde været. Ikke desto mindre tillod Bobrowski, at Conrad tog til Marseille for at blive sømand i en alder af 16. Dette skete, efter at Conrad var blevet nægtet statsborgerskab i Østrig-Ungarn, og derfor stod til 25 års tvungen militærtjeneste i den russiske hær.

## Rejser
Conrads liv var eventyrligt, og omfattede bl.a. våbensmugling og politiske sammensværgelser, som han senere skrev om i romanen The Arrow of Gold (dansk titel Den gyldne pil). Han havde tilsyneladende også en katastrofal kærlighedsaffære, som efterlod ham i fortvivlelse. Rejsen ned langs Venezuelas kyst gav ham stof til romanen Nostromo. Førstestyrmanden på Conrads skib blev model for helten i Nostromo.
Efter et mislykket selvmordsforsøg i Marseille påmønstrede Conrad i 1878 sit første britiske skib med Konstantinopel som bestemmelsessted, inden skibet vendte tilbage til Lowestoft, hvor Conrad for første gang gik i land i Storbritannien.
Knap en måned efter at være ankommet til England påbegyndte Conrad den første af seks ture mellem juli og september 1878 fra Lowestoft til Newcastle, og hvad der var vigtigt for hans senere karriere, begyndte han at lære engelsk fra besætningen.
Den 21. september 1881 satte Conrad kursen fra London mod Newcastle som andenstyrmand om bord på et lille skib, Palestine (besætning 13 mand) for at hente en last på 557 tons kul til Bangkok. Det gik galt helt fra begyndelsen. En kraftig storm forsinkede turen (16 dage til floden Tyne), hvorefter Palestine måtte vente på kajplads i en måned, for derefter at blive påsejlet af en damper.
Palestine sejlede fra Tyne ved nytår. Så sprang skibet læk i den Engelske Kanal og lå stille i Falmouth i ni måneder. Skibet satte sejl fra Falmouth den 17. september 1882, og nåede frem til Sunda-strædet i marts 1883. Ud for Java gik der ild i lasten, og skibet blev omsluttet af flammer. Besætningen nåede sikkert i land i åbne både. I novellen Youth (dansk titel Ungdom), der omhandler alle disse hændelser, kaldes skibet Judaea. Rejsen fra Tyne blev Conrads første skæbnesvangre kontakt med det eksotiske Østen, hvor mange af hans senere værker foregår.
I 1886 fik han certifikat som koffardikaptajn, blev britisk statsborger og ændrede officielt sit navn til "Joseph Conrad". I alt var Conrad 16 år i handelsflåden. I 1883 påmønstrede han Narcissus i Bombay, og turen med dette skib inspirerede hans roman fra 1887 The Nigger of the 'Narcissus' (dansk titel Niggeren på "Narcissus").
En barndomsdrøm om at komme til det centrale Afrika gik i opfyldelse i 1889, da det lykkedes Conrad at komme til Congo. Han blev kaptajn på en floddamper, og de grusomheder, han oplevede, blev ikke blot til hans mest berømte og tvetydige værk, Heart of Darkness (dansk titel Mørkets hjerte), men hjalp også til at udkrystallisere hans syn på den menneskelige natur – og hans syn på sig selv. Dette var til dels påvirket af de følelsesmæssige traumer og den livslange sygdom, han fik i landet. Det var også i Congo, han lærte Roger Casement at kende. Casement-rapporten fra 1904 beskrev i detaljer de grusomheder, som den indfødte befolkning blev udsat for.
Conrad blev hentet ind for at erstatte den danske skipper, Freiesleben, der var dræbt kort forinden, da han sammen med den norske maskinist Johannes Scharffenberg – i øvrigt en ældre bror af den markante psykiater Johan Scharffenberg – var kommet i konflikt med høvdingen i Tshumbiri nær Stanley Pool. De to skandinaver følte sig så truet, at de tog høvdingen som gidsel. I det påfølgende bagholdsangreb blev Freiesleben skudt og dræbt, nordmanden såret i arm og fod. Scharffenberg blev så opbragt over at se sin ven dræbt, at han skød høvdingen. En måned senere blev Tshumbiri udslettet af Force publique, den kongolesiske hær skabt af kong Leopold. I Mørkets hjerte er danskeren omdøbt til Fresleven, mens Scharffenberg omtales som Freslevens maskinist. 
I Mørkets hjerte minder hovedpersonen Marlows rejse op ad floden meget om Conrads egen, og Conrad fik tilsyneladende et foruroligende indblik i ondskabens væsen. Conrads oplevelser af ensomheden på havet, af korruption og af den nådeløse natur smeltede sammen til et sammenhængende, om end trøstesløst, syn på verden. Isolation, selvbedrag og den ubarmhjertige beskrivelse af konsekvenserne af en skidt karakter er træk, der findes i de fleste af hans værker. Conrads egen følelse af ensomhed i sit liv i eksil kom til udtryk i novellen Amy Foster fra 1901.
Længe troede kritikerne, at Mørkets hjerte var en psykologisk studie af menneskesindet i et symbolsk landskab i Kongo, men Conrad beskrev forholdene i kolonien nærmest som de var. I september 1897 stod en artikel i det amerikanske tidsskrift The Century Magazine, skrevet af briten Edward James Glave, der havde krydset Central-Afrika fra kyst til kyst, og nøgternt beskrev rædslerne, han var vidne til i Kongo. Stanley Falls i nærheden af det nuværende Kisangani blev bestyret af den belgiske kommandant, Léon Rom, der ifølge Glave havde modtaget 21 kranier fra sine lokale allierede. Rom havde pyntet blomsterbedet foran sit hus med hovedskallerne. Conrad kan have læst artiklen – i Mørkets hjerte har Kurtz sat hovedskaller på gærdestolperne ved sit hjem. Faktisk kan Conrad og Léon Rom have mødt hinanden, da Conrad passerede gennem Leopoldville i 1890, mens Rom var stationschef der. 
I 1891 gik Conrad ned i graderne og blev førstestyrmand på skibet Torrens, som han foretog to rejser med. I 1894 forlod han søen og begyndte sin litterære karriere efter at have skrevet Almayers Folly (dansk titel Almayers dårskab) om bord på Torrens. Denne roman er filmatiseret af Chantal Akerman i 2011.
I marts 1896 giftede Conrad sig med en englænderinde, Jessie George, med hvem han fik sønnerne John and Borys.

## Følelsesmæssig udvikling
Yderligere indsigt i Conrads følelsesliv kan man få af en hændelse, der inspirerede ham til at skrive en af sine mærkeligste og mindst kendte historier, A Smile of Fortune. I september 1888 lagde han til i Mauritius som kaptajn på Otago. Fortællingen handler om en navnløs engelsk kaptajn, som lægger til for at hente sukker. Han møder de gamle franske familier, der fører en tilværelse præget af fattigdom og kedsommeligt ophøjet forfald – en indholdsløs tilværelse, der trodser enhver beskrivelse.
Historien fortæller om Jacobus, der er en elskværdig skibsprovianteringsforhandler, og som er plaget af en skjult skam. En udenomsægteskabelig affære med en rytter i et omrejsende cirkus havde resulteret i både barn og skandale. I 18 år har datteren Alice være indespærret i hjemmet, uden at se andre end en guvernante. Da Conrads kaptajn bliver inviteret af Jacobus, er han uimodståeligt tiltrukket af den vilde, smukke Alice.
Alice Jacobus' trængsler var virkelige nok. I Dictionary of Mauritian Biography, som forskeren Zdzisław Najder fandt, kan man læse, at Alice er en fiktiv udgave af den 17-årige Alice Shaw, hvis far var befragter, og som havde den eneste rosenhave i byen. Selvom det er klart, at Conrad forelskede sig, mens han var i Mauritius, var det dog ikke i Alice. Hans frieri til den unge Eugénie Renouf blev afvist, da hun allerede var forlovet. Conrad tog af sted med et knust hjerte og svor aldrig at vende tilbage.

## De senere år og død
I 1894 gik Conrad modvilligt i land i en alder af 36, dels pga. dårligt helbred, dels fordi han var blevet så fascineret af at skrive, at han besluttede sig for en litterær karriere. Hans første roman, Almayer's Folly, foregår på østkysten af Borneo og blev udgivet i 1895. Denne bog lagde sammen med efterfølgeren, An Outcast of the Islands (dansk titel Almayers gæst) grunden til Conrads ry som en romantisk fortæller af eksotiske historier – en misforståelse af Conrads motiver, som var en kilde til frustration for ham resten af karrieren.
Bortset fra adskillige ferier i Frankrig og Italien, en tur i 1914 til Polen og et besøg i USA i 1923 boede Conrad resten af sit liv i England.
Conrad havde ikke megen økonomisk medgang, men en statspension på 100 pund om året hjalp på situationen, og samlere begyndte at købe hans manuskripter. Selvom hans talent blev anerkendt af den engelske intellektuelle elite, fik han først folkelig succes i 1913 med udgivelsen af Chance (dansk titel Tilfældet) – underligt nok idet bogen i dag ikke regnes for en af hans bedre. Herefter og resten af livet var Conrad genstand for mere diskussion og ros end nogen anden engelsk forfatter på den tid. Selvom kvaliteten i hans værker dalede, oplevede han stigende økonomisk fremgang og status, og hans vennekreds omfattede bl.a. talentfulde forfattere som Stephen Crane og Henry James. I begyndelsen af 1900-tallet skabte han en lille serie romaner i samarbejde med Ford Madox Ford.
Conrad døde den 3. august 1924 af et hjerteslag og ligger begravet i Canterbury under sit oprindelige polske efternavn, Korzeniowski.

## Arven efter Conrad
Blandt Conrads romaner er Lord Jim (alternativ dansk titel Forlis) og Nostromo stadig meget læste, både som pensum og som fornøjelse. The Secret Agent og Under Western Eyes (dansk titel I Ruslands skygge) anses også for at være blandt hans bedste bøger.
Conrads mest indflydelsesrige værk er uden tvivl Heart of Darkness, som mange har lært at kende via Francis Ford Coppolas film Apocalypse Now, der er inspireret af Conrads bog, og som foregår under Vietnamkrigen. Temaerne i Heart of Darkness og beskrivelsen af rejsen ind den menneskelige psykes mørke vækker stadig genklang hos den moderne læser.

## Stil
Conrad, et emotionelt menneske, der led af depressioner, som tvivlede på sig selv og var pessimistisk, tøjlede sit romantiske temperament med en streng etisk holdning.
Conrad skrev i hvad der inden for de visuelle kunstarter blev kaldt for impressionismens tidsalder, og i mange af hans bøger fremstår han som en ypperlig prosadigter, f.eks. retssalsscenen i Lord Jim, kanonbådsscenen i Heart of Darkness, de dobbelte hovedpersoner i The Secret Agent og i den verbale og begrebsmæssige genklang i Nostromo og The Nigger of the "Narcissus".
Den særegenhed, man finder i Conrads romaner – især når man sammenligner med andre samtidige forfattere som f.eks. John Galsworthy, har ført til en kritik, som den Graham Greene senere blev udsat for. Men hvor "Greeneland" er karakteriseret af en tilbagevende og genkendelig atmosfære, der er uafhængig af omgivelserne, gjorde Conrad meget ud af at skabe en fornemmelse af sted – det kunne være om bord på et skib eller i en fjerntliggende landsby. Ofte valgte han at lade hovedpersonerne udspille deres skæbne i isolerede eller indelukkede omstændigheder.
Mens Conrad levede, mente litterære kritikere, der almindeligvis var positivt indstillet over for hans værker, ofte at hans eksotiske stil, komplekse fortælleform, dybsindige temaer og pessimistiske ideer nok skræmte mange læsere bort. Men som Conrads ideer blev bekræftet af hændelserne i det 20. århundrede, blev han beundret for sin overbevisning, der syntes mere i overensstemmelse med senere tider end hans egen.

## Kritik
I 1975 udgav Chinua Achebe et essay, An Image of Africa: Racism in Conrads' "Heart of Darkness", hvori han kalder Conrad en gennemført racist. Essayet gav anledning til en stor kontrovers om arven efter Conrad. Achebe mener ikke, at Heart of Darkness kan kaldes et stort kunstværk, da det er en roman, der afhumanisere og udvisker personligheden hos en del af den menneskelige race.
Idet han kalder Conrad for en talentfuld, plaget mand, fremhæver Achebe flere eksempler på den tilsyneladende racisme i Conrads værker, hvor forfatteren nedgjorde "niggere" som enten "tankeløse", "vilde" og "uudgrundelige". Conrads forsvarere bebrejder derimod Achebe, at han ser bort fra den historiske kontekst, som bøgerne blev til i.
Idet de citerer Heart of Darkness, påpeger Conrads forsvarere også, at Conrad med hån henviser til angiveligt ædle motiver hos de europæiske kolonialister og på den måde viser sin kyniske holdning til antagelsen om, at den hvide race i sig selv skulle være god og retskaffen – hvilket var den generelle holdning på Conrads tid. Det er et af de centrale temaer i bogen. Hovedpersonen Marlows oplevelser blotlægger kolonialismens brutale virkelighed og hulheden i den måde, man retfærdiggjorde det.

## Værker

### Romaner
- 1895 – Almayer's Folly (dansk titel Almayers dårskab)
- 1896 – An Outcast of the Islands (dansk titel Almayers gæst)
- 1897 – The Nigger of the 'Narcissus' (dansk titel Niggeren på "Narcissus")
- 1899 – Heart of Darkness (dansk titel Mørkets hjerte)
- 1900 – Lord Jim (dansk titel Lord Jim eller Forlis)
- 1901 – The Inheritors (sammen med Ford Madox Ford)
- 1902 – Typhoon (dansk titel Tajfun)
- 1903 – Romance (sammen med Ford Madox Ford)
- 1904 – Nostromo (dansk titel Nostromo)
- 1907 – The Secret Agent (dansk titel Den hemmelige agent)
- 1909 – The Secret Sharer
- 1911 – Under Western Eyes (dansk titel I Ruslands skygge)
- 1913 – Chance (dansk titel Tilfældet)
- 1915 – Victory (dansk titel Sejr)
- 1917 – The Shadow Line (dansk titel Dødssejleren)
- 1919 – The Arrow of Gold (dansk titel Den gyldne pil)
- 1920 – The Rescue (dansk titel Den store redning)
- 1923 – The Nature of a Crime (sammen med Ford Madox Ford)
- 1923 – The Rover (dansk titel Fribytteren)
- 1925 – Suspense: a Napoleonic Novel (aldrig færdiggjort, udgivet posthumt)

### Noveller
- The Idiots (dansk titel Idioterne)
- The Black Mate
- The Lagoon (dansk titel Lagunen)
- An Outpost of Progress (dansk titel En fremskudt post)
- The Return (dansk titel Tilbagekomsten)
- Karain: A Memory (dansk titel Karain: Et minde)
- Youth (dansk titel Ungdom)
- Falk
- Amy Foster (dansk titel Amy Foster)
- To-morrow
- The End of the Tether
- Gaspar Ruiz (dansk titel Gaspar Ruiz)
- An Anarchist (dansk titel En anarkist)
- The Informer (dansk titel Forræderen)
- The Brute (dansk titel Bæstet)
- The Duel (dansk titel Duellen)
- Il Conde (dansk titel Il Conde)
- Prince Roman
- A Smile of Fortune
- Freya of the Seven Isles (dansk titel Freya fra de syv øer)
- The Partner (dansk titel Hans kompagnon)
- The Inn of the Two Witches (dansk titel Heksekroen)
- Because of the Dollars
- The Planter of Malata (dansk titel Planteren på Malata)
- The Warrior's Soul
- The Tale

### Erindringer og essays
- The Mirror of the Sea
- A Personal Record
- Notes on Life and Letters
- Last Essays